# Ramusella luxtoni
Ramusella luxtoni är en kvalsterart som först beskrevs av Nusret Ayyildiz 1989.  Ramusella luxtoni ingår i släktet Ramusella och familjen Oppiidae. Inga underarter finns listade i Catalogue of Life.